# Seuls face à l'Alaska
Seuls face à l'Alaska (Mountain Men), ou Les Montagnards pour la version québécoise, est une émission de téléréalité américaine diffusée depuis le 31 mai 2012 sur les chaînes History, Historia.
En France, elle est diffusée sur la chaîne RMC Découverte et Planète+.

## Principe
Cette série met en scène des personnages américains hauts en couleur vivant de la nature en milieu montagnard particulièrement hostile.
Personnages principaux :
Les personnages qui sont suivis dans leur quotidien :
- Tom Oar (depuis saison 1) dans le nord-ouest du Montana[3] (VF : Alexandre Donders)
- Eustace Conway (saisons 1 à 12) en Caroline du Nord[4] (VF : Christophe Seugnet)
- Marty Meierotto (saisons 1 à 8 Ep.5 et depuis saison 12 Ep.11) en Alaska[5] (VF : Hugues Martel)
- Rich Lewis (saisons 2 à 6) dans le sud-ouest du Montana[6]
- George Michaud (saison 2 Ep.9 - saison 2) dans l'Idaho[7]
- Charlie Tucker (saison 2 depuis Ep.3 et saison 3) dans le Maine[8]
- Kyle Bell (saisons 3 et 4) dans le Nouveau-Mexique
- Morgan Beasley (saisons 4 à 8) dans l'Alaska[9]
- Jason Hawk (saisons 5 à 9) dans l'Arkansas[10]
- Brent Jameson (saison 6 Ep.9 - saison 6) dans l'Alaska
- Jake Herak (depuis saison 7) dans le sud-ouest du Montana
- Mike Horstman (saisons 7 à 11 et depuis saison 12 Ep.11) dans l'île Kodiak
- Harry et Kidd Youren (saisons 8 à 12) dans l'Idaho
- Josh Kirk (saisons 9 à 11) dans le Wyoming
- Martha Tansy (saisons 10 et 11) dans l'Alaska
- Aron et Jennifer Toland (saison 12) dans la Colombie-Britannique
- Paul Antczak (depuis saison 12) dans le nord-ouest du Montana
- Ray Livingston (saison 12) dans le nord-est de Washington
- Daniel Peters (depuis saison 12 Ep.11) dans l'Alaska
- Bret Bohn et Ivy O’Guinn (depuis saison 12 Ep.11) dans l'Alaska
- Lauro et Neil Eklund (depuis saison 12 Ep.11) dans l'Alaska
- Cub Finney (saison 12 Ep.11 à 18) dans l'Alaska

Personnages secondaires :
- Preston Roberts (saisons 1 à 6 - archives en saison 7) (1957-2017), meilleur ami de Eustace
- Nancy Oar (depuis saison 1), femme de Tom
- Jack Oar (depuis saison 1), frère de Tom
- Will Stringfellow (saisons 1 à 4 et depuis saison 8), voisin et ami de Tom
- Tim Linehan (saisons 1 à 5), voisin de Tom
- Dominique et Noah-Jane Meierotto (saisons 1 à 8 Ep.5 puis depuis saison 12 Ep.11), femme et fille de Marty
- Jim Dummond (saisons 2 et 3), ami de Charlie
- Diane Lewis (saisons 2, 3 et 5), femme de Rich
- Ben Bell (saisons 3 et 4), fils de Kyle
- Mary, River, Kamui et Madeline-Rose Hawk (saisons 5 à 9), femme, fille, fils et fille de Jason
- Margaret Stern (saisons 5 à 8), femme de Morgan
- Joseph Roberts (saisons 5, 7, 8 et 11), un des fils de Preston
- Sean McAfee (saison 1 Ep.3 et depuis saison 6), voisin de Tom, puis associé
- Raleigh Avery (saisons 8 et 9), apprenti de Eustace
- Bonnie Kirk (saisons 9 à 11), femme de Josh
- Anika Ward (depuis saison 9), petite-amie de Jake
- Elli Tansy (saisons 10 et 11), fille de Martha
- Ashlie et Harrison (saisons 10 et 11), survivalistes débutants et nouveaux voisins de Eustace
- Hank McAfee (depuis saison 11 Ep.3), fils de Sean McAfee
- Chance Antczak (depuis saison 12), fils de Paul

Narration française : Laurent Jacquet (depuis saison 1)

## Critiques et récompenses
Note IMDb : 7,2/10
Récompenses :
- ASCAP Film and Television Music Awards 2013
- BMI Film & TV Awards 2013

## Épisodes
La série est composée de plusieurs saisons comportant des épisodes de 42 minutes sauf en saisons 10, 12 et 13 de 62 minutes et en saison 11 de 42 minutes pour les quatre premiers puis de 62 minutes pour les suivants :
- La saison 1 compte 8 épisodes dont le premier fut initialement diffusé aux États-Unis le 31 mai 2012[15].
- La saison 2 compte 16 épisodes dont le premier fut initialement diffusé aux États-Unis le 9 juin 2013[16].
- La saison 3 compte 16 épisodes (+1 bonus) dont le premier fut initialement diffusé aux États-Unis le 1er juin 2014[17].
- La saison 4 compte 16 épisodes (+1 bonus) dont le premier fut initialement diffusé aux États-Unis le 18 juin 2015[18].
- La saison 5 compte 16 épisodes (+1 bonus) dont le premier fut initialement diffusé aux États-Unis le 12 mai 2016[19].
- La saison 6 compte 16 épisodes (+1 bonus) dont le premier fut initialement diffusé aux États-Unis le 21 septembre 2017[20].
- La saison 7 compte 16 épisodes dont le premier fut initialement diffusé aux États-Unis le 19 juillet 2018.
- La saison 8 compte 13 épisodes dont le premier fut initialement diffusé aux États-Unis le 6 juin 2019.
- La saison 9 compte 16 épisodes dont le premier fut initialement diffusé aux États-Unis le 4 juin 2020.
- La saison 10 compte 10 épisodes dont le premier fut initialement diffusé aux États-Unis le 3 juin 2021.
- La saison 11 compte 13 épisodes dont le premier fut initialement diffusé aux États-Unis le 1er septembre 2022[21].
- La saison 12 compte 18 épisodes dont le premier fut initialement diffusé aux États-Unis le 24 août 2023.
- La saison 13 compte 12 épisodes dont le premier fut initialement diffusé aux États-Unis le 3 octobre 2024.

### Première saison (2012)
1. À l'aube de l'hiver (Winter is Coming)
2. Destruction brutale (Mayhem)
3. Perdus en pleine nature (Lost)
4. Encore plus loin (Miles From Home)
5. L'Enfer de l'hiver (Surviving Winter)
6. L'Argent et rien d'autre (Show Me the Money)
7. Dernier arrêt (The Final Stand)
8. La Fin du monde (This is the End)

### Deuxième saison (2013)
1. En pleine nature (Into the Wild)
2. Garde de nuit (The Night's Watch)
3. Grève en plein hiver (Winter Strikes)
4. Dernière Chance (Last Chance)
5. Sur la trace du lion de la montagne (Three Toes Returns)
6. Dimanche sanglant (Bloody Sunday)
7. Sans issue (No Way Out)
8. Catastrophe en montagne (Disaster Strikes)
9. Pas plus loin (End of the Line)
10. Face aux loups (Thin Ice)
11. À la casse (Going For Broke)
12. Course contre la montre (Ticking Clock)
13. Règlement de comptes (Settling the Score)
14. Le Jugement dernier (Judgment Day)
15. En fusion (Meltdown)
16. Dans la brume (Misty Mountain)

### Troisième saison (2014)
1. Hiver brutal (Winter's Wrath)
2. Tempête à l'horizon (The Darkness)
3. La Vallée des loups (Valley of the Wolves)
4. Révélations (The Revelations)
5. Pas de fumée sans feu (Where There's Smoke, There's Fire)
6. La Rivière de glace (Training Day)
7. Rites de passage (Rite of Passage)
8. Le Lion des montagnes (Call of the Wild)
9. Prise de risque (Hell on Ice)
10. Piège mortel (Death Trap)
11. Froid glacial (The Deep Freeze)
12. Le prédateur (Predator)
13. Lutter pour sa survie (Live, Fight, and Die)
14. La Dernière Chance (Stranded)
15. La Grande Évasion (The Great Escape)
16. Détours dangereux (No Rest for the Weary)
17. Bonus : Mode survie (Closest Call)

### Quatrième saison (2015)
1. S'adapter ou mourir (Adapt or Die)
2. Passage difficile (Dark Crossing)
3. Un tournant inattendu (Welcome to the Tundra)
4. Dangereux prédateurs (Best Laid Plans)
5. La Guerre des loups (Deadly Ascent)
6. L'Enfer blanc (Snowblind)
7. Parties de chasse (The Fallen)
8. Cadence infernale (Lifeblood)
9. Un futur menacé (So Close, Yet So Far Away)
10. Une proie inhabituelle (Hard Target)
11. Ma Cabane en Alaska (Touchdown)
12. Des Erreurs à répétitions (Miles to Go)
13. Œil de lynx (In the Blood)
14. On a rien sans rien (Winter's Gamble)
15. Une faim de loup (Awakening)
16. Fonte des glaces (Hard Fought and Fairly Won)
17. Bonus : Épreuve de force (Man vs. Predator)

### Cinquième saison (2016)
1. La bataille recommence (The Wasteland)
2. La Loi des séries (Fallout)
3. Une occasion en or (All Work and No Play)
4. Découverte inattendue (No Man Is an Island)
5. Quitte ou double (Nothing Ventured Nothing Gained)
6. La chance tourne (Gone)
7. La Faim au ventre (Freeze Out)
8. Instinct meurtrier (Killer Instinct)
9. Mauvaise Chute (Crash and Burn)
10. La Réalité en face (Concussion)
11. Gare au grizzly (The Bull & The Bear)
12. Au plus bas ! (Rock Bottom)
13. Coup fatal (Nemesis)
14. Face aux prédateurs (The Sting of Defeat)
15. Épreuve de force (I'll Go Down Fighting)
16. L'Heure du bilan (Generations)
17. Bonus : L'hiver : une bataille sans fin (Man vs. Winter)

### Sixième saison (2017)
1. Le Point de non-retour (No Goin' Back)
2. À l'heure d'hiver (Edge of Winter)
3. Rivière dangereuse (Breakage)
4. Coup du sort (Hard Luck)
5. Poudre noire (The Surge)
6. Jackpot (Let the Weight of the Hammer Do the Work)
7. Proie et prédateur (Hunter and Hunted)
8. La Meute de loups (The Cut)
9. Droit de naissance (Birthright)
10. La Loi du plus fort (Only the Strong Survive)
11. L'argent ne fait pas le bonheur (Waste Not, Want Not)
12. Dégel précoce (Long Shot)
13. Toujours plus haut (High & Dry)
14. Droit dans le mur (Race to Ruin)
15. Chasse gardée (Stand Your Ground)
16. Le Feu par le feu (To Every Thing There Is a Season)
17. Bonus : Survivre à la nature (Escape to the Wild)

### Septième saison (2018)
1. Face aux ours (Nowhere To Run)
2. Toujours plus haut (Time And Tide)
3. Un heureux évènement (Labor Pains)
4. Pris au piège (Fight or Flight)
5. La guerre est déclarée (Battle Lines)
6. Danger dans le ciel (While the Going Is Good)
7. Dangereuse mission (Block and Tackle)
8. Au bord du gouffre (Edge of the Earth)
9. Rite de passage (Altitude)
10. Montée des eaux (Lost Time Is Never Found)
11. Prix à payer (Conquer the Mountain)
12. Pluies diluviennes (Milestones)
13. Tout reconstruire (The Rising Storm)
14. Contre vents et marées (Double Jeopardy)
15. Changement de plan (The Gauntlet)
16. Dernière étape (Hell or High Water)

### Huitième saison (2019)
1. Du Sang neuf (New Blood)
2. Vortex polaire (Polar Vortex)
3. Chute dans les ténèbres (Darkness Falls)
4. La Famille d'abord (Family First)
5. Le Combat pour la liberté (Final Farewell)
6. Un long trajet (The Long Haul)
7. Mesures désespérées (Desperate Measures)
8. Point de rupture (Breaking Point)
9. Sans audace, pas de gloire (No Guts, No Glory)
10. Tout ou rien (All or Nothing)
11. L'Heure des comptes (Tooth and Claw)
12. Un usager inattendu (The Bus Stop Bandit)
13. Saisir l'occasion (Seize the Day)

### Neuvième saison (2020)
1. Face-à-face musclés (Hunt or be Hunted)
2. Nouveaux projets (Bloody Harvest)
3. Un froid glacial (Fire and Ice)
4. Des Loups affamés (Beasts of Burden)
5. Appel aux armes (Call to Arms)
6. Territoires sous haute protection (Turf War)
7. Rester en alerte (Carnage)
8. Fluctuat nec mergitur (Sink or Swim)
9. Des Savoir-faire ancestraux (Bloody Knuckles)
10. Une mission périlleuse (Tom's Big Day)
11. La Ruée vers l'or (Strike it Rich)
12. Jackpot en vue (The Big Reckoning)
13. Les Beaux jours arrivent (Tornado Alley)
14. Profits en vue (Loaded for Bear)
15. L'Épreuve du feu (Trial by Fire)
16. No Man's Land (No Man's Land)

### Dixième saison (2021)
1. Instinct de survie (Hunt to Survive)
2. Alerte coyote (Coyote Showdown)
3. Un passage difficile (River Disaster)
4. En territoire inconnu (Zombie Moose)
5. Manger à sa faim (Feast or Famine)
6. Combat sauvage (Brawl of the Wild)
7. Disparition inquiétante (On Thin Ice)
8. L'eau c'est la vie (Big Mountain Payday)
9. À l'assaut des rapides (Winter's Fury)
10. Vivre et survivre (Mountain Strong)

### Onzième saison (2022)
1. Enfin libres (Forever Free)
2. Au point de non retour (No Turning Back)
3. Face à l'ours (Bear Liar)
4. Corps et âmes (Heart And Soul)
5. Au bord du gouffre (Edge Of Darkness)
6. Terrain d'apprentissage (Proving Grounds)
7. Gravir les sommets (The Summit)
8. Un froid destructeur (Winter Kill)
9. La Préparation de la chasse (Wheeling and Dealing)
10. Les Tempêtes de l'hiver (Winds of Winter)
11. Au rythme des tambours (Wild Drums)
12. Retournement de situation (Turning Tides)
13. Face-à-face final (Final Face Off)

### Douzième saison (2023)
Lors de cette saison, à partir de l'épisode 11, le programme présente un spin-off se concentrant sur l'Alaska avec le retour d'anciens protagonistes (Marty Meierotto et Mike Horstman) et de nouveaux (Cub Finney, Daniel Peters, Bret Bohn et Ivy O’Guinn, ainsi que Lauro et Neil Eklund).
1. Inarrêtable (Unbreakable)
2. Premier tir mortel (First Kill)
3. Du plomb et de la poudre (Gunpowder and Lead)
4. Dompter l'indomptable (Breaking Wild)
5. Boulevard du lion (Lion Alley)
6. Glacial (Ice Cold)
7. Marathon alpin (Mountain Marathon)
8. Bataille dans le Wild (Backcountry Battle)
9. Détaché (Untethered)
10. Le roi de la montagne (King of the Mountain)
11. Alaska : Terre de promesse (Alaska : Land of Promise)
12. Alaska : Haute voltige (Alaska : Flying High)
13. Alaska : Face au grizzly (Alaska : Grizzly Standoff)
14. Alaska : Dans le viseur (Alaska : In the Crosshairs)
15. Alaska : Expédition grand froid (Alaska : Cold Pursuit)
16. Alaska : Le feu sacré (Alaska : The Fire Within)
17. Alaska : Enneigé (Alaska : Snowbound)
18. Alaska : Aventuriers nés (Alaska : Born to Run)

### Treizième saison (2024)
1. Nouvelles terres (Breaking New Ground)
2. Succès ou échec (Boom or Bust)
3. La pente nord (The North Slope)
4. Blanc total (Whiteout)
5. Prédateur suprême (Apex Predator)
6. À la poursuite du fantôme (Chasing the Ghost)
7. Plongée dans l'inconnu (Depth Charge)
8. Code rouge (Code Red)
9. Poursuivre un rêve (Running Down a Dream)
10. Affronter l'ours (Bear Down)
11. Endurance (Endurance)
12. La ligne d'arrivée (The Finish Line)